# Угузево (Бірський район)
Угу́зево (рос. Угузево, башк. Үгеҙ) — село у складі Бірського району Башкортостану, Росія. Адміністративний центр Угузевської сільської ради.
Населення — 414 осіб (2010; 411 у 2002).
Національний склад:
- башкири — 54 %
- татари — 34 %